# Hasper Sportverein v. 1911/12
Der Hasper Sportverein v. 1911/12 (HSV) war ein Sportverein aus dem Hagener Stadtteil Haspe, der von 1956 bis 1998 bestand. Im HSV wurden die Sportarten Fußball, Handball, Basketball, Boxen, Fechten, Leichtathletik und Tischtennis betrieben.

## Geschichte
Der Hasper Sportverein wurde am 23. Juli 1956 durch einen Zusammenschluss der zuvor eigenständigen Vereine F.C. Harkorten von 1911, F.C. Union von 1912 und Box-Sport-Club von 1949 gegründet. Im November 1956 schlossen sich auch die Abteilungen Fechten, Handball, Leichtathletik und Tischtennis der TGS Friesen-1860 Haspe dem HSV an. Am 24. Januar 1998 stellte der mit rund drei Millionen Mark verschuldete Hasper SV beim Hagener Amtsgericht einen Vergleichsantrag, nachdem die Sparkasse Hagen bestehende Darlehensverträge aufgekündigt hatte. Am 6. März 1998 beschlossen die Mitglieder des HSV die endgültige Auflösung des Traditionsvereins.

## Abteilungen

### Fußball
Da der F.C. Harkorten von 1911 und F.C. Union von 1912 reine Fußballklubs waren, genoss der Fußballsport schnell große Aufmerksamkeit innerhalb des HSV. Beide Klubs waren überregional bekannt, der F.C. Union spielte in den 1930er Jahren in der Bezirksklasse Westfalen, der damals zweithöchsten Spielklasse unterhalb der Gauliga. Gegner war u. a. Borussia Dortmund. Der F.C. Harkorten von 1911 war insbesondere für seine gute Jugendarbeit bekannt, die A-Junioren unterlagen 1951 erst im Endspiel um die westfälische Meisterschaft der SG Eintracht Gelsenkirchen. Zuvor gewann die Mannschaft die Gruppen- und Kreismeisterschaft sowie den Bamberger-Neuhaus- und den Hohensyburg-Pokal. Spiele der beiden Mannschaften von Harkorten und Union gegeneinander gehörten immer zu den jährlichen Highlights der Region, ähnlich wie Derbys heute zwischen Schalke 04 und Borussia Dortmund.
Der HSV verbrachte insgesamt 17 Spielzeiten in der höchsten westfälischen Amateurklasse (Verbandsliga Westfalen, von 1958 bis 1967 und von 1973 bis 1976 sowie Oberliga Westfalen von 1994 bis 1999) und konnte in der Saison 1964/65 mit einem 3. Platz hinter dem VfL Bochum und dem Lüner SV seine beste Platzierung erzielen. Insgesamt viermal wurde der Hasper SV Meister seiner Landesliga-Staffel (1958, 1973, 1981 und 1993).
Der Hasper SV war für seine gute Jugendarbeit bekannt und stellte sogar Spieler für den DFB ab. Klaus Germann nahm 1961 am UEFA-Juniorenturnier in Portugal teil. Zum Kader, der den dritten Platz erreichte, gehörten u. a. auch Sepp Maier, Wolfgang Overath und Reinhard Libuda. Torhüter Ralf Eilenberger gewann mit der deutschen Junioren-Nationalmannschaft 1984 das Valentin-Granatkin-Memorial in St. Petersburg und wurde von Torhüterlegende Lew Jaschin als bester Keeper des Turniers ausgezeichnet. Zum Kader des DFB gehörten u. a. Jürgen Kohler, Olaf Thon, Franco Foda, Manfred Schwabl und Ludwig Kögl.
1994 gelang den Fußballern der Aufstieg in die Fußball-Oberliga Westfalen, der damals vierthöchsten Spielklasse. Der HSV war stets in der Spitzengruppe der Liga vertreten und spielte in den Spielzeiten 1995/96 und 1996/97 um den Aufstieg in die Regionalliga mit. In den 1990er-Jahren konnte der HSV außerdem den FC Everton, Borussia Dortmund und FK Dinamo Minsk zu Freundschaftsspielen in Hagen begrüßen.
Nachdem der Gesamtverein 1998 aufgrund finanzieller Schwierigkeiten aufgelöst wurde, setzten die Fußballer den Spielbetrieb als Hasper SV Fußball e.V. fort.

### Handball
Nachdem die Handballer bereits als TGS Friesen-1860 überregionale Erfolge feiern konnten (die Damen wurden fünfmal westfälischer Feldhandballmeister; die Herren erreichten 1950 die westfälische Oberliga, die höchste deutsche Spielklasse), konnten sie auch unter dem Dach des HSV sportliche Höhepunkte setzen. So wurden die Damen des HSV 1957, 1958, 1960, 1964 und 1965 westfälischer Feldhandballmeister und 1959 westfälischer Hallenhandballmeister. Spielerinnen des HSV wurden in die deutsche Nationalmannschaft berufen. 1995 gelang den HSV-Damen der Aufstieg in die 2. Bundesliga, aus der sie 2001 aus finanziellen Gründen zurückgezogen wurden.
Nachdem der Gesamtverein 1998 aufgrund finanzieller Schwierigkeiten aufgelöst wurde, setzten die Handballer den Spielbetrieb als Hasper SV Handball e.V. fort. Im Jahr 2000 ging der HSV eine Spielgemeinschaft mit der Handballabteilung des TSV Jahn Westerbauer v. 1896 ein und setzten den Spielbetrieb als HSG Haspe/Westerbauer fort. Mittlerweile gehen die Handballer des TSV Jahn Westerbauer wieder eigenständig auf Torejagd.

### Basketball
Die Abteilung Basketball wurde im Oktober 1962 gegründet. 1975 traten die Basketballer des VfL Hagen dem HSV bei und verhalfen dem Verein so zu einer Oberliga-Mannschaft, die kurz darauf sogar den Aufstieg in die Regionalliga feiern konnte. Die HSV-Basketballer schlossen sich Anfang der 1980er-Jahre der Basketballspielgemeinschaft aus Deutsche Eiche Kückelhausen und TSV Fichte Hagen, kurz BG Hagen, an. Als BG Hagen gab die Mannschaft in den Spielzeiten 1986/87, von 1988 bis 1990, 1993/94, 1998/99 kurze Gastspiele in der 2. Bundesliga. Der HSV schied im Zuge der Auflösung des Gesamtvereins aus der Spielgemeinschaft aus.

### Boxen
Der Box-Sport-Club von 1949 brachte 1956 eine bereits regional und national erfolgreiche Boxabteilung in den HSV ein. Besondere Berühmtheit erlangte Hans Kalbfell, der als Amateur viermal Westfalenmeister im Schwergewicht wurde und 1954 ins Profilager wechselte. Als Profi errang Kalbfell zweimal den deutschen Meistertitel und kämpfte auch zweimal (erfolglos) um den Europameistertitel. Die Boxriege des HSV erlebte in den insbesondere in den 1950er-Jahren ihre Blütezeit: Günter Freckmann (1957) und Reinhold Hübner (1959, 1960) bei den Senioren sowie Herbert Drobnitza (1954, 1958) und Hans-Günter Katt (1960) bei den Junioren konnten die Südwestfalenmeisterschaft erringen. Walter Möbus wurde 1959 bei den Junioren Westfalenmeister und anschließend Dritter bei der Deutschen Juniorenmeisterschaft; Jürgen Schröder gewann 1958 die Deutsche Juniorenmeisterschaft im Bantamgewicht. 1987 wurde HSV-Eigengewächs Jürgen Leismann Südwestfalen- und Westfalenmeister bei den Junioren und errang Bronze bei der Deutschen Juniorenmeisterschaft.
Neben den vielen individuellen Triumphen wusste in den 1950er Jahren aber auch die Staffel des Hasper SV bei Auftritten gegen namhafte Mannschaften wie Empor Brandenburg, EB Dubois Essen, Bayer Leverkusen oder Hamborn 07 zu begeistern. Besonders hoch standen die Vergleiche mit dem Lokalrivalen SSV Hagen in der Gunst der Zuschauer.
Die Boxer lösten sich am 21. Oktober 1997 aus dem Verbund des HSV heraus und gründeten den Box-Sport-Club Haspe von 49/97, der bis zum heutigen Tage aktiv den Boxsport betreibt.

### Fechten
Die von TGS Friesen-1860 eingebrachte Abteilung wurde am 30. April 1932 im damaligen Hasper Turnverein von 1860 gegründet. Die HSV-Fechtabteilung wurde 1958 und 1960 westfälischer Mannschaftsmeister mit dem Säbel. Ebenfalls mit dem Säbel konnte Günter Stratmann im Einzel 1959 und 1960 Westfalenmeister werden.
Die Fechter lösten sich ebenfalls 1997 aus dem Großverein HSV heraus und setzten den Wettkampfbetrieb als Hasper Fecht-Club 1932/97 e. V. fort.

### Leichtathletik
Die ebenfalls von TGS Friesen-1860 eingebrachte Abteilung wurde 1974 aufgrund rückläufiger Mitgliederzahlen geschlossen. Im HSV-Dress wurde Karl Hoffmann 1961 Deutscher Jugendmeister im Diskuswurf, 1962 stellte er mit 53,01 Metern einen neuen deutschen Jugendrekord im Diskuswurf auf und holte bei den Deutschen Jugendmeisterschaften im Kugelstoßen Silber.

### Tischtennis
Auch die Tischtennis-Abteilung wurde durch die TGS Friesen-1860 in den HSV eingebracht. 1984 schloss sich die Tischtennis-Abteilung des HSV mit der des TSV Berge-Westerbauer zur Tischtennisgemeinschaft Haspe-Westerbauer (TTG) zusammen. Im Jahre 2008 wurde die Tischtennisfamilie dann noch einmal vergrößert, als die TTG mit der Tischtennis-Abteilung des Post SV Hagen den TTC Hagen formte. Der TTC spielte von 2013 bis 2016 in der 1. Bundesliga, bevor man sich aus finanziellen Gründen in die Oberliga zurückziehen musste.

## Persönlichkeiten
- Frank Benatelli (* 1962), Fußball
- Horst Bertram (1948–2023), Fußball
- Werner Cornelissen (* 1922), Fußball
- Ralf Eilenberger (* 1965), Fußball
- Dieter Haak (1938–2012), ehemaliger Vorsitzender
- Heinz Kersting (1923–2007), Fußball
- Benjamin Knoche (* 1978), Fußball
- Anne Müller (* 1983), Handball
- Sabrina Richter (* 1982), Handball
- Erich Schanko (1919–2005), Fußball
- Günter Stratmann (1931–2010), Fechten
- Dieter Tartemann (* 1945), Fußball
- Gustl Wilke (1944–2013), Handball
- Peter Zanter (* 1965), Fußball